# Conrado de Plötzkau
Conrado (m. 1132), margrave de la Marca del Norte y conde de Plötzkau, hijo de Helperich de Plötzkau, también margrave de la Marca del Norte, y de Adela, una hija de Kuno de Northeim y Cunegunda de Weimar-Orlamünde.  Conrado, llamado la flor sajona, nació en Monza, Italia.
Conrado se convirtió en margrave de la Marca del Norte a la muerte de Udo IV, quien murió sin heredero varón. En ese momento, la posición de margrave no tenía poder real. A pesar de todo, Conrado luchó junto con el emperador Lotario II en su campaña italiana (Italienkriegszug) de 1132, y, el 25 de diciembre de 1132, fue alcanzado por una flecha en una batalla con los normandos. Murió pocos días después y fue enterrado en el monasterio de Hecklingen.
A Conrado le sucedió el heredero tradicional del margraviato, Rodolfo II, hijo de Rodolfo I.